# Amméline
L'amméline, ou 4,6-diamino-2-hydroxy-1,3,5-triazine, est un dérivé de triazine résultant de l'hydrolyse de la mélamine. Elle peut être obtenue par pyrolyse de l'urée ou par condensation de deux molécules de dicyandiamide et d'une molécule de biuret :
2 C2H4N4 + C2H5N3O2 → 2 C3H5N5O + NH3.
L'amméline est un acide faible de pKa voisin de 9. Elle peut former des sels de nitrate, de sulfate, de chromate et d'oxalate. Elle réagit avec l'acide chlorhydrique dilué bouillant pour former une heptazine et de l'ammoniac.
L'amméline est la première étape de l'hydrolyse de la mélamine ; une hydrolyse plus poussée, par exemple en traitant de l'amméline bouillante avec une base forte, donne de l'ammélide.